# مركب لاعضوي

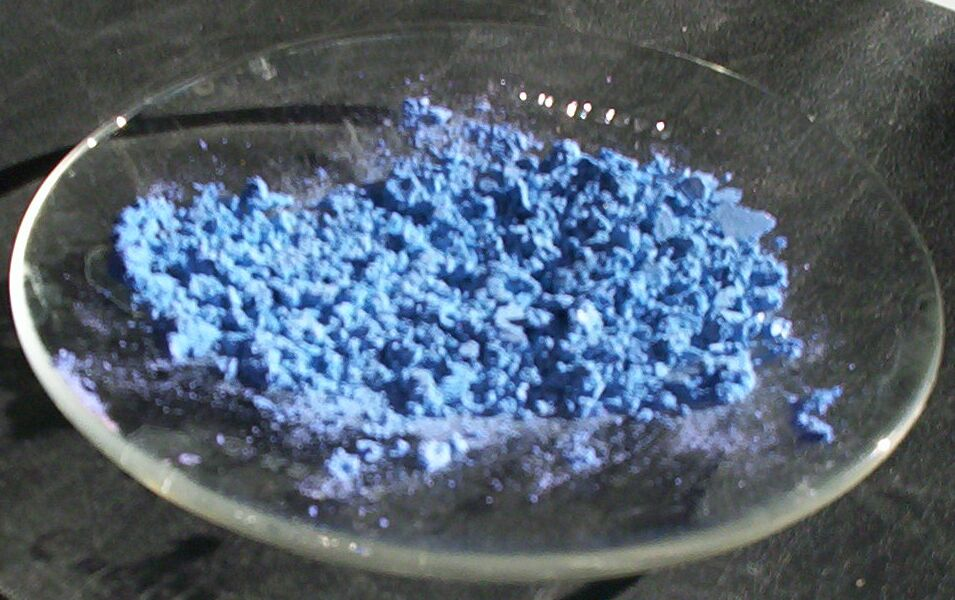

المركبات غير العضوية هي تلك المركبات التي قد تفتقد إلى ذرات الكربون والهيدروجين. ويتم النظر إلى المركبات غير العضوية بصفة تقليدية على أنها مركبات الأنظمة الجيولوجية. فمنها المواد الأولية التي تستخرج من المحاجر كمعدن الحديد ومعدن النحاس والفحم (كربون)، ومواد شبيهة يمكن تحضيرها معمليا مثل نترات البوتاسيوم وملح الطعام وكربيد الحديد. وفي المقابل، يوجد قسم كبير من المركبات العضوية توجد في الأنظمة البيولوجية، أي لها علاقة بالكائنات الحية، ومن هنا يأتي تعبير «عضوية».
غالبًا، تشير الكيمياء العضوية إلى أي جزيء يحتوي على الكربون على أنه مركب عضوي، إلا أن هذا ليس صحيح تماما، حيث توجد أيضا مواد تحتوي على الكربون ولكنها لا تعد من المواد العضوية حيث أن الفصل بين العضوي وغير العضوي يعتمد على علاقة المركب «بالكائنات الحية» واحتوائه على الكربون والهيدروجين. وقد وصف عالم الكيمياء بيرزيليس في القرن التاسع عشر المركبات غير العضوية على أنها من أصل جمادي غير بيولوجي، رغم أن العديد من المعادن من أصل بيولوجي. ويمكن أن يميز علماء البيولوجيا بين المركبات العضوية والمركبات غير العضوية بطريقة مختلفة لا ترتبط بتواجد ذرات الكربون.
في بعض الحالات لا يكون التمييز بين المركبات العضوية وغير العضوية واضحًا. وينظر بعض العلماء، على سبيل المثال، إلى الغلاف الجوي (أي المحيط الحيوي) على أنه امتداد للحياة. ومن هذا المنظور، يمكن أن يعتبر ثاني أكسيد الكربون (CO2) على أنه مركب عضوي. ولا يوفر الاتحاد الدولي للكيمياء البحتة والتطبيقية- وهو الوكالة المنوطة عالميًا فيما يتعلق بتعريف المصطلحات الكيميائية - تعريفات للمواد العضوية وغير العضوية. وبالتالي، فإن تعريف المركبات غير العضوية في مقابل المركبات العضوية في سياق متعدد التخصصات يشتمل على الفرق بين المواد الحية (أو الكائنات الحية) والمواد غير الحية (أو الجماد) ويبقى مفتوحًا للنقاش حسب الطريقة التي ينظر بها الشخص للعالم.

## الاستخدام المعاصر
يمكن اعتبار المركبات غير العضوية بأنها مركبات ليس مصدرها كائنات حية. فالمركبات العضوية تحتوي على ارتباطات الكربون التي يتم فيها ربط ذرة كربون واحدة على الأقل برابطة تساهمية مع ذرة من نوع آخر، غالبًا الهيدروجين أو الأكسجين أو النيتروجين أو مجموعة منها. وما غير ذلك فهو ينتمي إلى المواد غير العضوية.
كما يدخل في المركبات العضوية العديد من المواد غير العضوية مثل البروتينات (عضوية) وتحتوي أيضا على الفوسفات والصوديوم والحديد وغيره. نجد ذلك أيضا في الحمض النووي الريبوزي منقوص الأكسجين (DNA) والحمض الريبي النووي (RNA). وتعد أيونات الصوديوم والكلور والفوسفات ضرورية للحياة. بالإضافة إلى ذلك تدخل بعض الجزيئات غير العضوية، مثل حمض الكربونيك والنيتروجين وثاني أكسيد الكربون والماء والأكسجين في تركيب المركبات العضوية.

## مركبات الكربون غير العضوية
يتم اعتبار العديد من المركبات التي تحتوي على الكربون على أنها غير عضوية، على سبيل المثال، أول أكسيد الكربون وثاني أكسيد الكربون والكربونات والسيانيدات والسيانات والكربيدات والثيوسيانات، وهي في العادة تكوّن جزيئات صغيرة أو قصيرة بمعنى إن المركبات العضوية تتشكل في سلاسل طويلة أو حلقات وقد يدخل في تركيبها 100 أو 1000 أو مئات الآلاف من الذرات وعلى الأخص الكربون فهي سلسلات كربونية ومرتبط بها هيدروجين وأكسجين ونيتروجين (نلاحظ أن مصدر الهيدروجين والأكسجين هو الماء). ومع ذلك، وبصفة عامة، لا يهتم العاملون في هذه المجالات بالتعريفات الصارمة.

## الكيمياء التناسقية
تعد فئة كبيرة من المركبات التي تتم مناقشتها في الكيمياء غير العضوية عبارة عن معقدات تناسقية. وتتراوح الأمثلة بين المواد التي تكون غير عضوية بشكل قاطع، مثل كلوريد سداسي أمين الكوبالت الثلاثي [Co(NH3)6]Cl3. وكذلك المركبات العضوية الفلزية، مثل الفيروسين (Fe(C5H5)2)، بل وتمتد في حالات نادرة إلى مركبات حيوية غير العضوية، مثل الفوسفات وحمض الفوماريك.

## علم المعادن
تعد المعادن بشكل رئيسي عبارة عن أوكسيدات وكبريتيدات، والتي تكون غير عضوية بشكل قاطع. وهي في الغالب ذات أصول غير حيوية. وفي الواقع، فإن أغلب ما هو موجود على الأرض هي مركبات غير عضوية. ورغم أنه تم تفسير مكونات قشرة الأرض بشكل جيد، إلا أن العمليات المؤدية للتعدين وتكوين الغلاف الأرضي العميق تبقى مجالات نشطة للبحث، وتتم تغطيتها بشكل رئيسي في المجالات المهتمة بالجيولوجيا.

## وصلات خارجية
- What is the difference between an inorganic and organic compound? MadSci Network: Chemistry, Nov. 30, 2000